# Robby Takac
Robert Carl Takac Jr. (nacido el 30 de septiembre de 1964) es un bajista de rock estadounidense y vocalista. Takac es uno de los miembros fundadores de los Goo Goo Dolls, junto con Johnny Rzeznik.

## Historia
Takac nació en Búfalo, Nueva York y creció en el suburbio de West Seneca en Búfalo con sus padres y su hermana menor. Uno de sus abuelos era húngaros, lo que se refleja en su nombre (originalmente escrito: Takács). Se graduó de la escuela secundaria superior West Seneca East en 1982. Se graduó de la universidad de Medaille con un título en comunicación, con énfasis en la Radiodifusión. En sus años universitarios, tocó en varias bandas e internó y trabajó en una estación de radio local de Búfalo.
En 2008, Takac fue nombrado miembro de la Junta de Fideicomisarios de la universidad de Medaille.

## Carrera musical
Takac comenzó su carrera musical como miembro de la banda de rock Monarch antes de unirse a los Beaumonts, que se separó en 1985. Conoció al guitarrista John Rzeznik a través de los Beaumonts y juntos encontraron a un baterista, George Tutuska y formaron una banda que llamaron "Sex Maggots", con Takac como el cantante principal y bajista. En 1986, cambiaron su nombre al más promocionable "Goo Goo Dolls" y, después de tres álbumes, se trasladó a Rzeznik a la mayoría de las voces principales. A finales de 1994, Takac y Rzeznik despidieron a Tutuska y a principios de 1995 contrataron a Mike Malinin como reemplazo. Más tarde ese año recibieron su primer éxito comercial con el sencillo "Name". El siguiente de 1998 "Iris" alcanzó el número uno en varias listas, incluyendo el Hot 100 Airplay. Goo Goo Dolls han estado lanzando música y realizando giras continuamente desde entonces.
En el 2009, la banda grabó "Something for the Rest of Us" en Búfalo, Nueva York, en su estudio Inner Machine Studios. Ese año, Takac abrió el estudio al público como GCR Audio.

## Proyectos paralelos
En el 2003, Takac se unió con Brian Schulmeister para formar el colectivo musical de danza "Amungus". Ese mismo año, Takac comenzó su propio sello discográfico, Good Charamel Records, en Búfalo, Nueva York. Con un enfoque inicial en los actos locales, las tres primeras bandas que firmaron con el sello fueron Klear, The Juliet Dagger y Last Conservative. Hoy en día, el sello lanza principalmente música J-Rock en Norteamérica por bandas de liderazgo femenino como Shonen Knife, Tsushimamire, LazyGunsBrisky, Pinky Doodle Poodle y MOLICE.
En el 2004, Takac fundó el festival "Music is Art", una organización sin fines de lucro, donde opera como su presidente. MiA busca explorar y reformar el impacto cultural, social y educativo de la música en la comunidad. Activo durante todo el año, MiA cuenta con el apoyo de una multitud de programas, conciertos y eventos, que van desde la recolección y donación de instrumentos a escuelas locales, giras de la conciencia sobre la salud mental, educación sobre la industria de la música, entre otros.

## Equipamiento
Takac toca principalmente los bajos de la serie BB de Yamaha, pero también ha tocado los bajos Fender y Zon.